# Otto Heinrich Fugger
Otto Heinrich Fugger, född 12 januari 1592, död 12 oktober 1644, var en tysk adelsman och militär.
Fugger utbildades i spansk krigstjänst, deltog på kejserlig sida i slaget på Vita berget, medverkade under Ambrogio Spinola vid belägringen av Breda 1624-25 och följde Albrecht von Wallenstein till Niedersachsen. Han tjänade därefter under Johann Tserclaes Tilly och Johann von Aldringen, och utmärkte sig i slaget vid Nördlingen. Under en tid var han kejserlig guvernör i Augsburg.